# بزرگ‌اسب
بزرگ‌اسب (نام علمی: Megahippus) نام یک سرده از زیرخانواده نزدیک‌به‌ددان است.